# Zimdancehall
Zimdancehall, auch Zimbabwe Dancehall, ist ein Subgenre des Reggae/Dancehall und stammt aus Simbabwe.
Zimdancehall begann in den späten 1980er Jahren mit lokalen Stars, die sich von jamaikanischen Musikern inspirieren ließen und gleichzeitig ihren eigenen simbabwischen Stil entwickelten. In den 1990er Jahren wuchs eine größere Generation von Zimdancehall-Artisten heran, und Startime Supa Power war einer der ersten, der die Künstler dazu brachte, ihre Songs aufzunehmen. Der Einfluss auf den simbabwischen Musikmarkt wuchs stetig, wird heute von Jung und Alt gehört und nimmt einen großen Prozentsatz des simbabwischen Radios ein. Dazu tragen auch die regelmäßig vergebenen Zimdancehall Awards bei.
Zimdancehall gilt als politisches Ventil für die wirtschaftlich unterdrückte Bevölkerung Zimbabwes.